# Lindenberger Lajos
Lindenberger Lajos, Lindenberger Lajos József (Gyula, 1889. augusztus 22. – Budapest, 1950. június 22.) börtönparancsnok.

## Élete
Lindenberger István gyulai születésű kovács és Gróh Mária római katolikus szülők gyermeke, 1889. augusztus 24-én keresztelték. Középiskolai tanulmányait követően az Illavai Királyi Országos Fegyintézethez került, ahol díjnokként látott el szolgálatot, majd a börtönügyi tiszti tanfolyam elvégzését követően büntetőintézeti tisztté léptették elő. 1914. szeptember 19-én Illaván nőül vette Kapila Jozefát.
1917-ben behívták katonának, több hadszíntéren is szolgált. 1918-ban visszavezényelték Illavára a Magyar Királyi Honvéd Fegyintézethez. A cseh megszállást követően a Sátoraljaújhelyi Királyi Törvényszéki Fogház fogházfelügyelői teendőinek ellátásával bízták meg. Új beosztását 1919. október 31-én foglalta el. Az intézet vezetését – mint fogházgondnok (később mint fogházigazgató) – 1922 októberétől látta el. Vezetőként nagy súlyt fektetett a fogvatartottak munkáltatására.
1942 szeptemberében a fogházat a Magyar Honvéd Vezérkari főnökség (VKF) politikai elítéltek elhelyezésére szolgáló büntető intézetévé jelölték, parancsnokául pedig a tartalékos hadnagy rendfokozatú Lindenberger Lajost nevezték ki.
A visszaemlékezései szerint Lindenberger – a betöltött fontos katonai beosztás ellenére – inkább „hivatalnok típus” volt, kiegyensúlyozott és kiszámíthatóan cselekvő provinciális tisztviselő benyomását keltette. (Habitusát jól kifejezte, hogy állandó kísérője a tacskó kutyája volt.)
Az 1944. március 22-i sátoraljaújhelyi börtönlázadásban a kitörő rabok egyike megsebesítette. Személyes közbelépésével megakadályozta, hogy a zendülés leverésében részt vevő német katonai egység vezetője a túlélő foglyokat és sebesülteket kivégeztesse. A VKF börtönének megszüntetését követően 1944 szeptemberében ideiglenesen a Veszprémi Törvényszéki Fogházba vezényelték. A Sátoraljaújhelyi Törvényszéki Fogház vezetését – immár „letartóztató intézeti” (li.) alezredesként – 1945. szeptember 20-án vette át.
1949-ben az Államvédelmi Hatóság (ÁVH) „háborús bűntett” miatt a lakásából elhurcolva őrizetbe vette. A Rajk per egyik vádlottja (a börtönlázadás idején sátoraljaújhelyi fogvatartott Szalai András) elleni koncepciós eljárásban használták fel kikényszerített hamis vallomását, amely szerint Szalai a börtön vezetésének a besúgója volt. A túlélésüket neki köszönhető korábbi sátoraljaújhelyi politikai elítéltek mentő vallomásai és segítő erőfeszítései ellenére halálra ítélték. Vélhetően 1950 nyarán – még az ítélet végrehajtása előtt – a fogva tartás körülményei és a kihallgatásokkal járó megpróbáltatások következtében meghalt.
A rendszerváltást követően halálos ítéletét felülvizsgálták és megsemmisítették. Sírja az Új köztemető 298-as parcellájában található.